# Melanerpes pulcher
Melanerpes pulcher là một loài chim trong họ Picidae.